# Misión de Nuestra Señora de los Dolores
La misión de Nuestra Señora de los Dolores de Cosari fue un rectorado y sede de las misiones jesuíticas de la Pimería Alta, fundada por el jesuita Eusebio Francisco Kino en el estado de Sonora, México, situada en la antigua aldea de Cosari, municipio de Cucurpe.

## Historia
Kino fue enviado por el padre Manuel González, que residía en el pueblo Oposura (hoy Moctezuma Sonora), a evangelizar a los nativos de Cosari y Tuape ya que ésos le habían solicitado un misionero. En Cucurpe estaba el padre José Aguilar.  

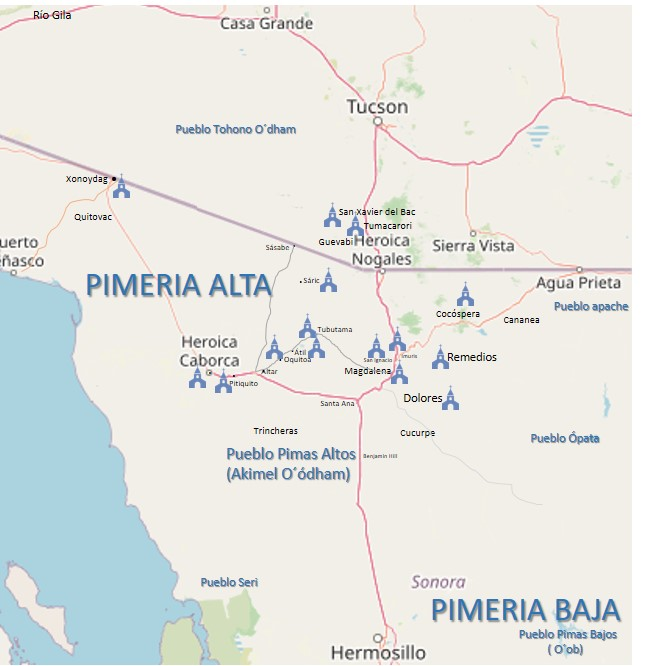
Ubicación e las misiones fundadas por Eusebio Francisco Kino

Kino eligió para fundar su primera misión al pueblo pima de Cosari, el cual era un lindo valle, regado por el Río San Miguel lugar ideal para asentar una sociedad feliz el 13 de marzo de 1687 aproximadamente a 18 km al norte de Cucurpe, Sonora donde se ubicaba el templo Los Santos Reyes y establece la misión, nombrada así por la Virgen de los Dolores. 
Ese fue el punto de entrada de Kino a la Pimería Alta y fue el punto al que volvería después de sus múltiples viajes de exploración y evangelización de ésa zona, que duró 24 años, hasta su muerte. Es por eso que esta misión se considera la misión madre de la zona de la Pimería Alta.
El nombre de la misión, fue tomado por Kino quien explica en su libro, la biografía de Francisco Javier Saeta. Durante su arribo a México, recibió un regalo del pintor Juan Correa un cuadro de Nuestra Señora de los Dolores que le acompañaría a su nuevo destino, mismo que permanecería hasta su muerte.
Los Jesuitas establecían una misión donde sería cabecera con padre residente, el cual comprendía otras aldeas que les llamaban pueblos de visita. Hecha la fundación el padre González se devuelve a OposuraKino y Aguilar ensillaron sus caballos para reconocer la tierra en su primer viaje. Caminaron al oeste hallando rancherías y gente dócil, y Kino plantó su segunda misión en San Ignacio de Cabórica y una tercera, la de San José de Himeris, y después volvió a Dolores.
En Cosari el líder pima Coxi, una persona con mucha autoridad, a quien reconocían todos los pimas del oeste, hasta el Golfo de California. Era "pima sagaz, maduro sólidamente cristiano y deseosísimo del bien de su nación". Coxi acompañó a Kino, en su segundo viaje por San Ignacio, Imuris y Remedios, convidando por medio de mensajeros a los vecinos de rancherías a que se congregaran en los pueblos.
  

La construcción de la iglesia de adobe, que había comenzado a su llegada, la finalizaría el 23 de abril de 1693 e inauguraría el dia 26 del mes. La misión constaba de la iglesia, una tienda de carpintería y un área de herrería y estaba ubicada a unos cuantos metros del Río San Miguel. Después construyó una misión unos pocos kilómetros al norte, que era la Misión de Nuestra Señora de los Remedios. Luego Kino declaró:  
"Esto (La misión de Dolores) es un hormiguero donde con todo gusto y buena voluntad de los naturales, hacen adobes, puertas, ventanas, ... Las campanas que vinieron de México, las colocamos ahora en la capillita que hicimos al principio. Los naturales gustan mucho de oír sus toques, nunca oídos antes por estas tierras. Gústales mucho también las pinturas y ornamentos sagrados." 

La pequeña iglesia con su espadaña era, diríamos la simiente de una ciudad. Pronto germinaba y crecía cubriendo de flores el desierto. 

"La misión tiene su iglesia bien provista de ornamentos, cálices, campanas, etc. También gran cantidad de ganado mayor y menor, bueyes de labranza, huerta con diferentes clases de verduras, árboles frutales de Castilla, uvas, duraznos, membrillos, higos, granados, peras y albaricoques. Los herreros tienen sus fraguas y el carpintero su taller, los arrieros sus arreos, los cosecheros su molino de agua, varias clases de semilla, abundantes cosechas de trigo y maíz, y otras muchas cosas, sin hablar de la cría de caballos y mulas, que no poco se necesitan para el uso de la misión, las nuevos expediciones y conquistas y para comprar regalos con que atraer, ayudando la la gracia de Dios, a los naturales y ganar sus almas".

En 1695, durante un viaje de Kino a Ciudad de México, el Padre Agustín de Campos atendió desde Dolores, y hasta la vuelta de Kino, para luego volver a San Ignacio. En ésas fechas había 90 familias. La prosperidad se menciona a continuación:
"Había además caballos, mulas y ganado y entre todo lograba la creación de excedentes, gracias a los cuales se habían ido fundando otras misiones. En 1695 el pueblo tenía gobernador, capitán, justicias, 120 alcalde, fiscal mayor, alguacil, fiscales, ayudantes para la escuela de niños y sirvientes que se ocupaban de la casa, las tierras y el ganado.
El crecimiento de la misión, de Dolores fue simultáneo al de Ímuris y Remedios, que también tuvieron su ganado, talleres, huertas y sembrados. Para construir las iglesias de estos pueblos contrataba el padre a indios de lugares vecinos y pagaba su trabajo con alimentos como maíz, frijol, trigo ganado y telas. Para la construcción tuvo un costo de 500 bueyes y 500 fanegas de trigo más tres mil pesos en telas para camisas y calzones. 
En 1697 llegó el padre Pedro Ruiz de Contreras, que permaneció una breve temporada en Dolores para aprender la lengua pima. En 1703, Kino fue nombrado Rector con sede en Dolores misma que se convirtió en Rectorado. Dicho nombramiento fue por el padre provincial Francisco de Arteaga. La misión de Dolores quedó sin padre a la muerte de Kino, hasta que en 1713 llegó el padre Juan de Avendaño a atenderla temporalmente hasta que en torno a 1714 llegó el padre Luis Xavier Velarde para quedarse. Por el año de 1744, la misión fue abandonada. En la actualidad sólo quedan los restos del antiguo cementerio.